# FSV Frankfurt
FSV Frankfurt – niemiecki klub piłkarski z Frankfurtu nad Menem. Klub posiada również sekcję piłki nożnej kobiet.

## Sukcesy
- Mężczyźni:
- Wicemistrzostwo Niemiec - 1924/25
- Finał Pucharu Niemiec - 1938/39
- Kobiety:
- Mistrzostwo Niemiec - 1986, 1995, 1998
- Puchar Niemiec - 1985, 1990, 1992, 1995, 1996
- Superpuchar Niemiec - 1995, 1996

## Historia logotypu

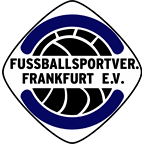
1899-1945